# Aerea magnifica
Aerea magnifica là một loài nhện trong họ Araneidae.
Loài này thuộc chi Aerea. Aerea magnifica được Arthur T. Urquhart. miêu tả năm 1893.